# Muntinlupa
Thành phố Muntinlupa (tiếng Philippines: Lungsod ng Muntinlupa) là thành phố nằm ở cực nam của Metro Manila. Thành phố này giáp thành phố Taguig về phía bắc; về phía tây bắc là thành phố Paranaque; phía tây là La Pinas; tây nam là Bacoor, Cavite; San Pedro, Laguna; còn phía đông là hồ Laguna de Bay, hồ nước lớn nhất quốc gia này. Thành phố này có nickname là "Emerald City of the Philippines". Theo điều tra dân số năm 2000, dân số thành phố này là 379.310 người.
Muntinlupa là nơi có nhà tù quốc gia Bilibid có mức độ an ninh cao nhất, nơi từng giam giữ những phạm nhân nguy hiểm nhất.